# Rácz Zsombor
Rácz Zsombor Péter 2011-ben kezdett úszni, sikereit 2017-2019 között számos magyar bajnoki aranyérem kísérte a különböző ifjúsági korcsoportokban. 2020-2023 között vízilabdára váltott az OSC színeiben, ahonnét 2023 áprilisában a Diákolimpián tért vissza 100 háton az úszósportba.
Diákolimpián II. helyezettként 1:00:96-ot ért el. Pár hónap múlva a BSC, korábbi nevelő egyesülete színeiben aranyérmet nyert a serdülő magyar bajnokságon 100 háton 57:37-tel, 50 háton harmadik, míg 200 háton második lett 02:04:79-cel.
2024-ben egyesületet váltott, Plagányi Zsolt tanítványa lett a BVSC Zugló csapatában, ahol 100 háton 56:46-tal megnyerte az ifjúsági bajnokságot, 50 háton és 200 háton is ezüstérmes lett (02:01:97). 2025. januártól Nagy Péter BVSC vezető edző iránymutatása mellett a felnőtt magyar bajnokságon 6. lett 100 háton 55:99-cel, míg 200 háton ezüstérmes 02:00:04-gyel. 2025 július 02-06 Somorja Junior Európa Bajnokság. Zsombor a döntőben megelőzve a korábbi Európa bajnokot John Shortt-ot és az ezüst érmes Del Signora-t , elsőként állította meg az órát és lett arany érmes 1:57:89-el. Zsombor egy év alatt több mint 4 másodpercellel javította meg egyéni csúcsát, amely nemzetközi szinten is kiemelkedő.